# BR-060
A BR-060 é uma rodovia federal radial brasileira. Seu ponto inicial fica na cidade de Brasília (DF), e o final, em Bela Vista (MS), na fronteira com o Paraguai. Passa pelo Distrito Federal e pelos estados de Goiás e Mato Grosso do Sul.
A rodovia possui todo o trecho asfaltado. (O trecho entre Jataí e Chapadão do Céu que não era asfaltado, foi inaugurado no inicio do ano 2014.)

## Duplicação
No Distrito Federal e no Estado de Goiás, a rodovia possui 521 km duplicados, entre Brasília e Jataí. O trecho entre Brasília e Goiânia foi totalmente duplicado em 2007. O trecho entre Goiânia e Jataí foi duplicado em 2012.
O trecho entre  Brasília e Goiânia foi concedido por leilão ao Consórcio Triunfo Participações e Investimentos (TPI) (que criou a empresa CONCEBRA) - com uma proposta de pedágio de R$ 0,02851 por quilômetro - que passou a cobrar pedágio em 27 de junho de 2015 com postos em Alexânia (Km 43) e em Goianápolis (Km 107,9).

## Rota
Serve, dentre outras, as seguintes cidades:

### 

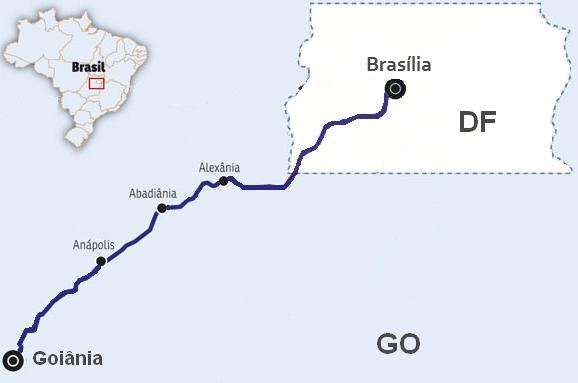
A BR-060 é a principal via de ligação entre Goiânia e Brasília.

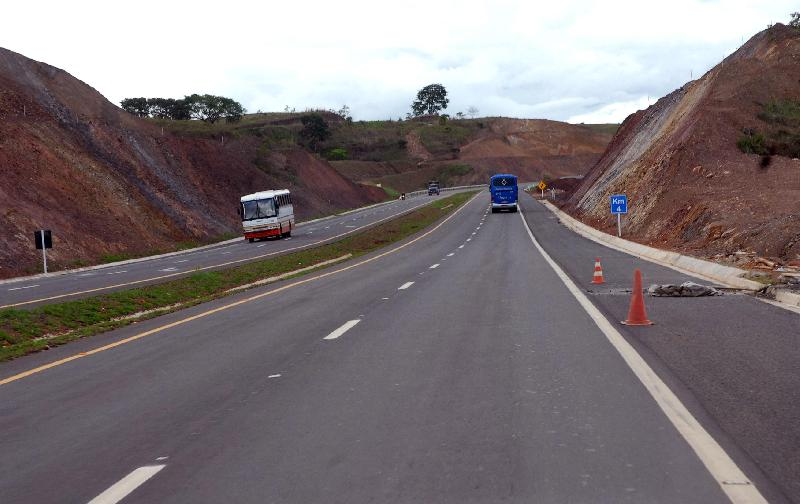
BR-060 em Goiânia, indo para Anápolis.

### Distrito Federal
- Brasília

### Goiás
- Alexânia
- Abadiânia
- Anápolis
- Terezópolis de Goiás
- Goiânia
- Aparecida de Goiânia
- Abadia de Goiás
- Guapó
- Posselândia
- Cezarina
- Indiara
- Acreúna
- Rio Verde
- Jataí
- Serranópolis
- Chapadão do Céu

### Mato Grosso do Sul
- Chapadão do Sul
- Paraíso das Águas
- Camapuã
- Bandeirantes
- Jaraguari
- Campo Grande
- Sidrolândia
- Nioaque
- Guia Lopes da Laguna
- Jardim
- Bela Vista